# Merodon maroccanus
Merodon maroccanus är en tvåvingeart som beskrevs av Gil Collado 1929. Merodon maroccanus ingår i släktet narcissblomflugor, och familjen blomflugor.
Artens utbredningsområde är Marocko. Inga underarter finns listade i Catalogue of Life.